# بنجامين راش
بنجامين راش (بالإنجليزية: Benjamin Rush)‏ (1746 [1745 بالنظام القديم] – 1813) هو طبيب وسياسي أمريكي وأحد الموقعين على وثيقة إعلان الاستقلال.

## بدايات حياته
ولد راش في بلدية بايبيري قرب فيلادلفيا في 4 يناير 1746 [24 ديسمبر 1745 بالنظام القديم]، وكان جده الأكبر جون راش نقيبا في جيش كرومويل وهاجر إلى أمريكا عام 1683. توفي والد بينجامين عندما كان بعمر السادسة، وكان خاله القس صامويل فينلي يعلمه ويحضره لدخول جامعة برينستون (التي ترأسها فينلي لاحقا)، وتخرج من جامعة برينستون عام 1760، ودرس الطب في عدة جامعات وبالأخص في إدنبرة التي تخرج منها عام 1768، ودرس في لندن وباريس، وهناك تصادق مع بنجامين فرانكلين الذي ساعده في نفقاته. عاد إلى الولايات المتحدة في أغسطس 1769 وتم تعيينه أستاذا في الكيمياء في جامعة فيلادلفيا الطبية. وفي عام 1774 قدم الخطاب السنوي أمام الجمعية الفلسفية الأمريكية عن “التاريخ الطبيعي للأدوية بين الهنود في أمريكا الشمالية”.

## الثورة الأمريكية
كتب راش كثيرا عن حقوق المستعمرات قبل الثورة. وفي المؤتمر الإقليمي لبنسلفانيا، كان رئيس اللجنة التي رأت أنه من الضروري على الكونغرس إعلان الاستقلال. تم تعيينه كبير الجراحين للبحرية بين 17 سبتمبر 1775 و1 يوليو 1776. وعندما قرر الكونغرس اتخاذ هذه الخطوة، انسحب خمسة من أعضاء بنسلفانيا، فانتخب راش وأربعة آخرون ليحلوا مكانهم، وكان أحد الموقعين على إعلان الاستقلال. وفي نفس السنة، تزوج من جوليا ابنة ريتشارد ستوكتون من نيوجيرسي. تم تعيينه كبير الجراحين للجيش عن المقاطعة الوسطى في أبريل 1777، وتم تعيينه كبير الأطباء في يوليو من نفس السنة. ورغم انشغاله بالمرضى في المعارك، فقد وجد الوقت الكافي ليكتب أربعة رسائل إلى أهل بنسلفانيا ينتقد فيها دستورهم، والذي تم إلغاؤه من الحكومة الجديدة، وكان قد انتقد إعطاء السلطة التشريعية لمجلس واحد. ترك منصبه كرئيس للأطباء في فراير 1778، بسبب الأخطاء التي ارتكبت بحق الجنود فيما يتعلق بمخازن المستشفى، ورفض التعويضات عن خدمته في الجيش رغم ضيق حاله. وكان ضمن المؤتمر الذي صادق على دستور الولايات المتحدة عام 1787، وكذلك مؤتمر دستور بنسلفانيا في نفس السنة، وسعى لإدخال آراءه حول المدارس العامة وقوانين العقوبات.

## بعد الحرب
تقاعد راش من العمل السياسي وعاد إلى فيلادلفيا، واستأنف عمله كأستاذ في جامعة فيلادلفيا الطبية، وظل جراحا في مستشفى بنسلفانيا لنحو ثلاثين عاما، وقدم خدمات كبيرة خلال وباء الحمى الصفراء عام 1793، حيث كان يزور بين 100 و120 مريضا يوميا، وأدرك خلال عمله أن المرض غير معدي، وكان أول من أعلن أن المرض متوطن. وكان أحد مؤسسي جامعة ديكنسون وصيدلية فيلادلفيا، وكان مهتما بإنشاء المدارس العامة، إلا أن أسلوبه الجريء والمبتكر في الطب جمع حوله الأعداء، وقاضي جريدة لويليام كوبيت تدعى “بيتر بوركيوباين غازيت” بسبب هجومها الشديد عليه، وحكمت لصالحه المحكمة بتعويض قدره 5,000 دولار جراء الأضرار. ومن عام 1799 وحتى وفاته كان أمين الخزانة في دار سك العملة. وكانت وفاته في فيلادلفيا يوم 19 أبريل 1813.
من أعماله المنشورة “تحقيقات وملاحظات طبية” (1789 – 1798 وطبع عدة مرات)؛ “مقالات أدبية وأخلاقية وفلسفية” (1798)؛ “ستة عشر محاضرة تمهيدية” (1811)؛ أمراض العقل (1812)؛ كما نشر نسخا من الأعمال الطبية لسيدنهام وآخرين. وعمله “نبذات طبية” يحتوي على مجموعة من المقالات حول الصحة والاعتدال والتمارين وغيرها، وظهر في مجلد منفصل في فترة مبكرة من حياته المهنية. وفي عام 1791 قام بالدفاع عن استخدام الإنجيل ككتاب مدرسي.
كان راش عضوا في العديد من الجمعيات الطبية والأدبية والخيرية في أمريكا وخارجها، وتلقى وساما من ملك بروسيا عام 1805 عن أبحاثه في الحمى الصفراء، وتلقى الهدايا من ملوك آخرين. وقد خلف بنجامين فرانكلين على رأس جمعية بنسلفانيا التي تهدف لإلغاء العبودية، وترأس لفترة الجمعية الطبية في فيلادلفيا، وكان نائب رئيس جمعية الإنجيل في فيلادلفيا، والجمعية الفلسفية الأمريكية.
أوضح في محاضراته، أكثر من أي أستاذ آخر في عصره، طرق التمييز بين الأمراض وآثارها، وأعطى دفعة قوية لدراسة الطب في البلاد وجعل فيلادلفيا المركز العلمي في الولايات المتحدة، وحضر محاضراته أكثر من ألفي طالب خلال مسيرته في جامعة فيلادلفيا. ومنحته جامعة ييل درجة الدكتوراة في الطب عام 1812.

## روابط خارجية
- بنجامين راش على موقع الموسوعة البريطانية (الإنجليزية)
- بنجامين راش على موقع إن إن دي بي (الإنجليزية)